# 英会話スクールウォーズ
『英会話スクールウォーズ』（えいかいわスクールウォーズ）は、マツモトトモによる日本の漫画作品。『LaLa』（白泉社）にて2005年7月号から2006年8月号まで連載された。単行本は全2巻、文庫版は全1巻。
この作品を描くに当たり作者は、英語が堪能な同じ『LaLa』作家である平井摩利にお世話になったという。単行本と文庫版の冒頭には、「I dedicate this book to Mari Hirai.」と寄せられている。

## あらすじ
父親のニューヨーク転勤が決まり、英会話スクールに通わされる羽目になった有栖川希子。だが彼女は大の英語嫌いだった。
嫌々ながらスクールへ向かった希子が講師として紹介されたのは、100均で最後のサバ缶を取り合った男・イシュだった。嫌味ばかり言うイシュに言い返したくて、アリスは何とか英語を覚えようとする。

## 登場人物
有栖川希子（ありすがわ きこ）
主人公。通称・アリス。英語が大嫌いな女子高生。身なりにはあまり気を使わず、常にこぎれいにしている姉とはよく「きれいな方・小汚い方」と区別されていた。
イシュ・G・キルロイ
英会話スクールの講師。生徒の前では猫を被っているため人気があるが、実際はどケチで100均を愛する。アリスからは「伊集（いしゅう）」と呼ばれる。
カート
イタリア系アメリカ人。イシュの同僚で講師寮で同居している。アリスからは「加藤」と呼ばれる。日本語がペラペラで、いつも女性を口説いている。
石原史朗（いしはら しろう）
希子の幼なじみ。希子のことを10年以上想っている。
有栖川亜子（ありすがわ あこ）
希子の姉。大学生。薬学部在籍。ミスK大に選ばれるほどの美人。

## 書誌情報
- マツモトトモ 『英会話スクールウォーズ』 白泉社〈花とゆめコミックス〉、全2巻
  1. 2006年2月発売、ISBN 4-592-18331-2
  2. 2006年8月発売、ISBN 4-592-18332-0
- マツモトトモ 『英会話スクールウォーズ』 白泉社〈白泉社文庫〉、全1巻、2012年9月14日発売[3]、ISBN 978-4-592-89015-7